# Gheorghe Badrus
Gheorghe Badrus (* 24. April 1927 in Ploiești) ist ein ehemaliger rumänischer Politiker der Rumänischen Kommunistischen Partei PCR (Partidul Comunist Român) und Diplomat, der unter anderem zwischen 1972 und 1980 Botschafter in der Sowjetunion sowie von 1983 bis 1989 Botschafter in Simbabwe und zugleich zwischen 1984 und 1989 Botschafter in Botswana war.

## Leben
Gheorghe Badrus besuchte zwischen 1938 und 1946 die Militärschule in Târgoviște sowie zuletzt in Predeal. Er begann danach 1946 ein Studium an der Fakultät für Recht und Philosophie der Universität Bukarest und wurde im Oktober 1946 Mitglied der Kommunistischen Partei Rumäniens PCdR (Partidul Comunist din Romania). 1947 wechselte er für ein Studium an die Fakultät für Politische Ökonomie der „Andrei Alexandrowitsch Schdanow“-Universität Leningrad und schloss dieses Studium 1952 als Wirtschaftswissenschaftler ab. Nach seiner Rückkehr war er zwischen August 1952 und September 1953 Lektor am Lehrstuhl für Politische Ökonomie der „Constantin Ion Parhon“-Universität in Bukarest. Danach wechselte er in den Parteiapparat und war zwischen September 1953 und 1954 zunächst Instrukteur sowie im Anschluss von 1954 bis Januar 1957 stellvertretender Leiter der Lektorengruppe der Abteilung Propaganda und Agitation des Zentralkomitees (ZK) der Rumänischen Arbeiterpartei PMR (Partidul Muncitoresc Român). Daraufhin ging er zur Parteizeitung Scînteia und war anfangs zwischen 1957 und 1958 Redakteur sowie anschließend von 1958 bis zum 7. Juli 1962 Leiter der Abteilung Propaganda, ehe er zwischen dem 7. Juli 1962 und dem 22. Januar 1968 stellvertretender Chefredakteur von Scînteia war. Am 22. März 1968 kehrte er in die zentrale Parteiverwaltung zurück und war vom 22. Januar 1968 bis März 1971 stellvertretender Leiter der ZK-Abteilung für Propaganda. Er wurde auf dem Zehnten Parteitag der PCR (6. bis 12. August 1969) Kandidat des ZK der PCR und gehörte diesem Gremium bis zum Zwölften Parteitag der PCR (19. bis 23. November 1979) an. Am 9. März 1971 wurde er Mitglied des Nationalen Rundfunk- und Fernsehrates (Consiliul Național al Radioteleviziunii Române).
Am 25. Januar 1972 wurde Badrus Botschafter in der Sowjetunion und verblieb auf diesem Posten bis zum 2. Februar 1980. Nach seiner Rückkehr wurde er am 27. Mai 1982 Prorektor der Akademie für Sozial- und Politikwissenschaften „Ștefan Gheorghiu“. Am 1. Juli 1983 übernahm er von Petre Blajovici den Posten als Botschafter in Simbabwe und hatte diese Funktion bis zum Zusammenbruch des Kommunismus im Zuge der Revolution am 22. Dezember 1989 inne. Zugleich war er vom 31. Januar 1984 bis zum 22. Dezember 1989 als Botschafter in Botswana akkreditiert. Für seine langjährigen Verdienste wurde er mehrfach ausgezeichnet und erhielt unter anderem 1961 den Orden der Arbeit Dritter Klasse (Ordinul Muncii), 1964 den Stern der Volksrepublik Rumänien (Ordinul Steaua Republicii Populare Române), 1966 den Orden 23. August Vierter Klasse (Ordinul 23. August) sowie 1971 den Orden Tudor Vladimirescu Dritter Klasse (Ordinul Tudor Vladimirescu).